# ثنائي البويغ اللبني
ثنائي البويغ اللبني (الاسم العلمي: Bisporella lactea) هو نوع من الفطريات يتبع جنس الثنائي البويغ من الفصيلة المسمارية.